# نيتوبي إينازو
نيتوبي إينازو (باليابانية: 新渡戸稲造) هو مفكّر وكاتب ياباني وُلد في عام 1862 وتوفي عام 1933، وهي المرحلة الأخطر في تاريخ العالم من حيث انطلاق زمن الحداثة الغربي نحو العالم، والشرق تحديداً، ساعياً إلى تقويض أنظمته الإقطاعية القديمة، وإحلال نظام العولمة الاقتصاديّة الجديد بمعناه الرأسمالي، سواء أكان عن طريق الاقتصادات الجديدة أو عن طريق الإستعمار والحروب، لإزاحة العوائق كافة أمام الآلة الغربية المندفعة أماماً لتحقيق ما تصبو إليه من فائض في الدخل، وفائض في القوّة لأجل سيطرة مديدة على العالم.